# Stefaits Aladár
Nemesdédi Stefaits Aladár (Vasvár, 1875. július 6. – Keszthely, 1940. november 21.) plébános, tanár, történész.

## Fő műve
- A Pauli Szt. Vincéről nevezett Irgalmas Nővérek vezetése alatt álló keszthelyi „Ranolder” tan- és leánynevelő intézet 1923/24–1939/40. évi értesítője. (Keszthely, 1925–1940)